# Hvorledes et Klaver bliver til
Hvorledes et Klaver bliver til er en dansk dokumentarfilm fra 1917.

## Handling
Filmen følger arbejdet med at fremstille et opretstående klaver. Alle faser af produktionen vises lige fra det første snedkerarbejde til en dame, der afprøver klaveret.